# پیروزی و عذاب
| بررسی انتقادی                  | بررسی انتقادی |
| منبع                           | رتبه‌بندی      |
| ------------------------------ | ------------- |
| آل‌میوزیک                       | [ ۱ ]         |
| بلاگ‌کریتیکس                    | [ ۲ ]         |
| راهنمای کلکسیونی برای هوی متال | ۸/۱۰          |
| Rock Realms                    | [ ۴ ]         |

پیروزی و عذاب (به انگلیسی: Triumph and Agony) چهارمین و آخرین آلبوم استودیویی گروه هوی متال آلمانی وارلاک است که در ۲۹ سپتامبر ۱۹۸۷ منتشر شد. این آلبوم در ایالات متحده با تهیه‌کننده جوی بالین و یک گروه متفاوت در مقایسه با آلبوم قبلی درست مثل فولاد که نام وارلاک را در خارج از اروپا شناخته بود، ضبط شد. پیتر سیگتی و فرانک رایتل در سال ۱۹۸۷ توسط نوازندگان آمریکایی تامی بولان و تامی هنریکسن جایگزین شدند. در این آلبوم همچنین کوزی پاول درامر بریتانیایی در برخی از آهنگ‌ها حضور دارد.
آهنگ «همه ما هستیم» در ایستگاه‌های رادیویی متال آمریکا پخش شد و کلیپ ویدئویی آن که توسط کارگردان مارک ریزکا فیلمبرداری شده بود، چرخش خوبی در هدبنگرز بال ام‌تی‌وی داشت. بسیاری از آهنگ‌های این آلبوم هنوز توسط گروه دورو به صورت زنده اجرا می‌شود.

## فهرست آهنگ‌ها
همهٔ ترانه‌ها توسط دورو پش و جوی بالین به جز موارد ذکر شده، نوشته شده‌است.
| طرف اول | طرف اول                                           | طرف اول |
| شماره   | نام                                               | مدت     |
| ------- | ------------------------------------------------- | ------- |
| ۱.      | «همه ما هستیم» (All We Are)                       | ۳:۱۹    |
| ۲.      | «سه دقیقه هشدار» (Three Minute Warning)           | ۲:۳۰    |
| ۳.      | «من بر ویرانه‌ها حکومت می‌کنم» (I Rule the Ruins)   | ۴:۰۳    |
| ۴.      | «بوسه مرگ» (Kiss of Death - پش، آروانیتیس، بالین) | ۴:۰۸    |
| ۵.      | «برای عشق وقت بگذار» (Make Time for Love)         | ۴:۴۵    |

| طرف دوم | طرف دوم                                                    | طرف دوم |
| شماره   | نام                                                        | مدت     |
| ------- | ---------------------------------------------------------- | ------- |
| ۶.      | «شرق با غرب ملاقات می‌کند» (East Meets West)                | ۳:۳۴    |
| ۷.      | «لمس شیطان» (Touch of Evil)                                | ۴:۱۸    |
| ۸.      | «متال تانگو» (Metal Tango - پش، آروانیتیس، بالین)          | ۴:۲۴    |
| ۹.      | «سرد، دنیای سرد» (Cold, Cold World - پش، آروانیتیس، بالین) | ۴:۰۱    |
| ۱۰.     | «برای همیشه» (Für immer)                                   | ۴:۱۲    |

| ۲۰۱۱ آهنگ‌های جایزهٔ نسخهٔ سی دی | ۲۰۱۱ آهنگ‌های جایزهٔ نسخهٔ سی دی                                             | ۲۰۱۱ آهنگ‌های جایزهٔ نسخهٔ سی دی |
| شماره                         | نام                                                                       | مدت                           |
| ----------------------------- | ------------------------------------------------------------------------- | ----------------------------- |
| ۱۱.                           | «شرق با غرب ملاقات می‌کند» (East Meets West live)                          | ۳:۴۵                          |
| ۱۲.                           | «فرشتگان با چهره‌های کثیف» (Angels with Dirty Faces)                       | ۳:۵۸                          |
| ۱۳.                           | «زیر اسلحه» (Under the Gun - پش، جان لوین، تامی هنریکسن، بالین)           | ۳:۵۱                          |
| ۱۴.                           | «چیزی شرور به این سو می‌آید» (Something Wicked This Way Comes - جن سیمونز) | ۵:۱۷                          |

## دست‌اندرکاران

### اعضای گروه
- دورو پش – خواننده
- نیکو آروانیتیس – گیتار
- تامی بولان – گیتار
- تامی هنریکسن – گیتار بیس
- مایکل اوریش – درامز

### نوازندگان دیگر
- کوزی پاول – درامر مهمان در «لمس شیطان»
- رودی ریچمن – درامر مهمان
- استرلینگ کمپبل – درامر مهمان

### تولید
- جوی بالین – تهیه‌کننده، تنظیم
- بروک هندریکس، آقای میچ – میکس
- استیو رینکوف، لری الکساندر - مهندسان
- روی هندریکسون - دستیار مهندس
- گرگ کالبی – مسترینگ در Sterling Sound
- جفری گیلسپی – تصویر
- پیتر زیمرمن - مدیریت

## نمودارها
| سال  | نمودار                      | موقعیت |
| ---- | --------------------------- | ------ |
| ۱۹۸۷ | جدول آلبوم‌های آلمانی        | ۳      |
| ۱۹۸۷ | جدول آلبوم‌های سوئیسی        | ۳۰     |
| ۱۹۸۷ | جدول آلبوم‌های بریتانیا      | ۵۴     |
| ۱۹۸۷ | بیلبورد ۲۰۰ (آمریکای شمالی) | ۸۰     |

## فروش و گواهینامه‌ها
| منطقه                             | گواهی | واحد گواهی‌شده/فروش |
| --------------------------------- | ----- | ------------------ |
| آلمان (بی‌وی‌ام‌آی)                  | طلا   | ۲۵۰٬۰۰۰^           |
| ^ رقم توزیع تنها بر پایهٔ گواهی‌ها. |       |                    |